# Robert Parker (critique)
Pour les articles homonymes, voir Robert Parker et Parker.
Robert McDowell Parker Junior, né le 23 juillet 1947 à Baltimore dans le Maryland aux États-Unis, est un célèbre dégustateur de vins américain, critique en œnologie de référence outre-Atlantique. Il est connu par ses guides sur le vin dans lesquels il commente ses dégustations, notées sur 100.

## Biographie
Robert Parker est fils d'un vendeur de matériel de construction ; il fait ses études à l'université du Maryland située à College Park, dans la banlieue de Washington. Après une formation en histoire et en histoire de l'art, il termine en 1973 avec un doctorat en droit (Juris Doctor).
Pendant dix ans il va exercer le métier d'avocat auprès de la Farm Credit Banks de Baltimore, avant de démissionner en mars 1984 pour se consacrer uniquement au vin.
Il découvre le vin en 1967 (à 21 ans) lors d'un séjour à Strasbourg. Il boit alors un simple vin de table rouge acheté car le Coca était plus cher : c'est la révélation d'une passion pour lui, conséquence d'une rencontre avec un Alsacien, le docteur Pierre-Bernard Scandella[réf. nécessaire]. Il revient chaque vacances d'été en France pour parcourir les vignobles. Son premier texte publié sur le vin date de 1975. En 1978, il commence à publier par courriel une lettre d'information appelée The Baltimore-Washington Wine Advocate, ne contenant que des comptes-rendus de dégustation, renommée The Wine Advocate (en) en 1979.
Il devient mondialement connu par ses commentaires sur le millésime 1982 des vins de Bordeaux, goûté en primeur, le trouvant superbe, en opposition avec les critiques de ses collègues dégustateurs. En plus du Wine Advocate, il écrit pour Food and Wine (en), BusinessWeek et parfois pour L'Express.
Au regard de sa notoriété internationale, il est plutôt discret et casanier, vivant la plupart du temps avec sa femme à Monkton, près de Baltimore, dans le Maryland. Il est très attaché à la France où il a vécu plusieurs mois et qu'il a visitée de nombreuses fois. Il a fait assurer son nez et son palais pour un million de dollars,.
Fin 2012, Robert Parker démissionne de son poste de rédacteur en chef et prend sa retraite du Wine Advocate en 2019 à 71 ans. Les Guides Michelin sont les seuls propriétaires du Wine Advocate depuis le 22 novembre 2019.

## Influence dans le monde du vin

### Rôle du critique de vins
Parmi les innovations qu'il a apportées au métier de dégustateur et de critique de vins, les points essentiels sont : d'abord la recherche de l'indépendance du dégustateur vis-à-vis des producteurs de vin, des négociants ou de la presse ; ensuite la dégustation doit se faire à l'aveugle (qui existait déjà, mais qu'il a cherché à systématiser, appuyé sur une grande constance de son jugement d'un vin donné, d'une dégustation à l'autre) ; enfin la notation de tous les vins est sur 100, quelle que soit leur réputation.

### Notation Parker

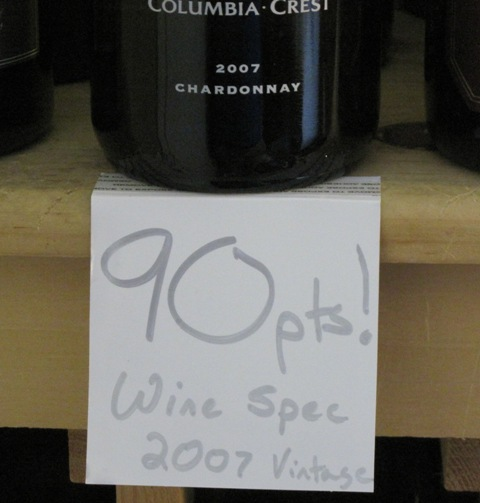
Note du Wine Spectator comme outil de marketing sur un rayonnage de caviste.

Selon Parker,, le système de notes de 50 à 100 points (Parker Points) est utilisé en complément des commentaires de dégustation. Ces dégustations doivent être comparatives au sein d'une même catégorie et à l'aveugle. La répartition des 50 points est la suivante : 5 points pour la robe ; 15 points pour le bouquet ; 20 points pour la bouche (en insistant sur sa longueur) ; et 10 points pour le potentiel d'évolution (vieillissement).
- 96-100 (A+) : un vin extraordinaire de profondeur et de complexité, une cuvée grandiose ;
- 90-95 (A) : un vin excellent, avec une grande complexité ;
- 80-89 (B) : un très bon vin, avec un intéressant degré de finesse et de parfum ;
- 70-79 (C) : un vin plaisant, mais dépourvu de complexité ou de profondeur ;
- 60-69 (D) : un vin très moyen, avec des défauts (acidité ou tanins excessifs, goût un peu désagréable) ;
- 50-59 (F) : un vin inacceptable (manquant d'équilibre, avec de gros défauts, terne ou très dilué).

La revue Wine Spectator a adopté la même notation sur 100 points, mais avec ses propres critères.

### Le «goût Parker»
Robert Parker dit préférer les vins avec les caractéristiques suivantes :
- des faibles rendements (peu ou pas d'engrais, vendange en vert, sélection de la récolte) ;
- des raisins sains et mûrs (sélection dans les vignes et sur une table de tri) ;
- une vinification et un élevage simples (pas de collage ni de filtrages excessifs) ;
- le respect du caractère du vignoble, du cépage et du millésime.

Il n'aime pas que les vins de la région de Bordeaux (avec une préférence pour les merlots du Libournais), puisqu'il porte au pinacle plusieurs vins de la vallée du Rhône (tout particulièrement des châteauneuf-du-pape), auxquels se rajoutent certains de Provence ou du Languedoc. Il s'intéresse aussi à d'autres pays producteurs européens comme l'Italie ou l'Espagne.
En revanche, il ne cache pas son « aversion pour le goût trop végétal des cabernets du Nouveau Monde, le caractère herbacé des rouges de Loire ou l'acidité excessive des blancs d'Amérique ». Il est extrêmement critique vis-à-vis des rendements élevés, de l'abus d'engrais, de l'acidification, du collage et du filtrage, qui menacent selon lui la concentration et le caractère des vins.

### Biodynamie
Robert Parker est un promoteur de la viticulture biodynamique, par exemple en mettant en avant les vins qui en sont issus.

## Controverses
Son influence est telle qu'elle peut conduire (et a conduit) certains producteurs américains, français, italiens, espagnols ou chiliens à modifier leur style d'élaboration en dépassant les expressions traditionnelles des vins de leurs régions. En effet, une bonne notation dans le guide Parker entraîne quasi systématiquement la vente en totalité des bouteilles à un prix plus élevé ; ce phénomène est surtout vrai pour les très bons vins, notés au-dessus de 90/100 (en dessous de cette note, l'impact des notes attribuées par Robert Parker est beaucoup moins net, voire inexistant), notamment auprès des consommateurs américains, britanniques, japonais ou chinois.
Robert Parker a pourtant insisté sur le fait que « ce qui fait tout l'intérêt d'un vin, c'est son individualité, ses arômes et son goût unique et fascinant. C'est une nécessité absolue que de préserver ce caractère, même si c'est au prix de difficultés auprès d'une partie des consommateurs, habitués au style international ».
Ses détracteurs lui reprochent de contribuer à l'uniformisation planétaire du vin, la « parkerisation », en imposant ses critères de qualité nécessitant l'utilisation quasi systématique de fûts neufs afin de donner une note vanillée aux vins ou encore la micro-oxygénation afin d'arrondir plus rapidement les tannins. Parker s'en défend en comparant par exemple le passage en fût de chêne à l'emploi du sel, du poivre ou de l'ail en cuisine : en excès, c'est épouvantable. Quant à la standardisation de la vinification, les responsables sont selon lui les producteurs qui ne veulent pas prendre de risques commerciaux pour défendre le caractère original de leurs vins.
Il apparaît dans Mondovino, un documentaire du réalisateur américain Jonathan Nossiter, où il est présenté comme ayant une grande responsabilité dans l'uniformisation du goût du vin d'aujourd'hui. Nossiter a d'ailleurs déclaré en décembre 2008 : « [...] On ne peut saisir d'un vin que des expressions momentanées, jamais son essence. Ce vin d'Anjou [...], peut-être qu'avec un peu de vent passant par la fenêtre, il aurait été tout autre... C'est pour ça que les jugements définitifs sur les vins, sans parler des notes de Robert Parker, sont parmi les plus grosses conneries de la planète». Robert Parker porte un jugement très négatif sur ce film, accusant Jonathan Nossiter de simplifier à l'extrême son travail. Il n'a jamais caché son attachement au travail de Michel Rolland.

## Distinctions
Robert Parker a reçu en 1993, sous la présidence de François Mitterrand, le titre de chevalier de l'ordre national du Mérite. Depuis 1995, il est citoyen d'honneur de Châteauneuf-du-Pape.
Il a été décoré du titre de chevalier de l'ordre de la Légion d'honneur par le président français Jacques Chirac le 22 juin 1999. Le 14 juillet 2005, Jacques Chirac donnait à Parker le titre d'officier de la Légion d'honneur.
En 2002, Parker a également été fait Commendatore de l'ordre national du Mérite italien (Ordine al merito della Repubblica italiana) par le premier ministre Silvio Berlusconi et le président Carlo Azeglio Ciampi.
Il est le premier critique de vin à avoir reçu ces distinctions dans ces deux pays.

## Publications
- (en) Robert M. Parker, Jr., The Wines of the Rhône Valley and Provence, Simon & Schuster, 1987, 456 p. (ISBN 978-0-671-63379-0).
- (en) Robert M. Parker, Jr., Burgundy, Simon & Schuster, 1990, 1052 p. (ISBN 978-0-671-63378-3).
- Robert Parker (trad. de l'anglais), Les Vins de Bordeaux : 400 châteaux - 2000 vins, goûtés et jugés [« Bordeaux, The Definitive Guide for the Wines Produced Since 1961 »], Paris, Solar éditions, 1990, 622 p. (ISBN 2-263-01642-2).
- Robert Parker (trad. de l'anglais), Les vins de la vallée du Rhône [« The Wines of the Rhône Valley »], Paris, Solar éditions, 1998, 839 p. (ISBN 2-263-02710-6).
- Robert Parker (trad. de l'anglais), Guide Parker des vins de France, Paris, Solar éditions, 1994, 1006 p. (ISBN 2-263-00195-6).
- (en) Robert M. Parker, Jr., The Wines of the Rhône Valley, Simon & Schuster, 1997, 4e éd., 685 p. (ISBN 978-0-684-80013-4, lire en ligne).
- (en) Robert M. Parker, Jr., Bordeaux : A Consumer's Guide to the World's Finest Wines, Simon & Schuster, 2003, 1244 p. (ISBN 978-0-7432-2946-3, lire en ligne).
- (en) Robert M. Parker, Jr., The World's Greatest Wine Estates : A Modern Perspective, Simon & Schuster, 2005, 704 p. (ISBN 978-0-7432-3771-0).
- Robert Parker (trad. de l'anglais), Le Parker illustré des plus beaux vignobles de France et du Monde [« The World's Greatest Wine Estates : A Modern Perspective »], Paris, Solar éditions, 2006, 815 p. (ISBN 2-263-04106-0, BNF 40937308).
- (en) Robert M. Parker, Jr., Parker's Wine Buyer's Guide, Simon & Schuster, 2008, 7e éd., 1536 p. (ISBN 978-0-7432-7199-8).
- (en) Robert M. Parker, Jr., Parker's Wine Bargains : The World's Best Wine Values Under $25, Simon & Schuster, 2009 (ISBN 978-1-4391-0190-2).
- Robert Parker (trad. de l'anglais), Les notes Parker des vins de Bordeaux, Paris, Solar éditions, 2009, 415 p. (ISBN 978-2-263-04889-0).
- Robert Parker (trad. de l'anglais), Guide Parker des vins de France [« Parker's Wine Buyer's Guide »], Paris, Solar éditions, 2009, 7e éd., 1774 p. (ISBN 978-2-263-04250-8).
- Robert Parker (trad. de l'anglais), La sélection Parker des vins de France et du monde : 3000 bouteilles à moins de 20 € [« The World's Best Wine Values Under $25 »], Paris, Solar éditions, 2010, 513 p. (ISBN 978-2-263-05220-0).